# FC Crotone
FC Crotone jest włoskim klubem piłkarskim z miasta Crotone, występującym w rozgrywkach Serie C. W 2018 roku klub spadł z Serie A. Wrócił do najwyższej klasy rozgrywek w 2020 roku, w 2021 ponownie spadł.

## Obecny skład
Stan na 9 października 2021
| Nr | Poz. | Piłkarz                                               |
| -- | ---- | ----------------------------------------------------- |
| 1  | BR   | Marco Festa                                           |
| 3  | OB   | Giuseppe Cuomo                                        |
| 5  | OB   | Santiago Visentin                                     |
| 6  | OB   | Davide Mondonico                                      |
| 7  | PO   | Miloš Vulić                                           |
| 8  | PO   | Nahuel Estévez (wyp. z Clubu Estudiantes de La Plata) |
| 9  | NA   | Samuele Mulattieri (wyp. z Interu Mediolan)           |
| 10 | PO   | Ahmad Benali                                          |
| 11 | NA   | Musa Juwara (wyp. z Bologni)                          |
| 13 | BR   | Nikita Contini (wyp. z Napoli)                        |
| 15 | PO   | Godfred Donsah                                        |
| 17 | PO   | Salvatore Molina                                      |
| 18 | NA   | Brian Oddei (wyp. z Sassuolo)                         |
| 19 | OB   | Simone Canestrelli (wyp. z Empoli)                    |
| 20 | PO   | Luis Rojas                                            |

| Nr | Poz. | Piłkarz                          |
| -- | ---- | -------------------------------- |
| 21 | PO   | Niccolò Zanellato                |
| 22 | BR   | Gianluca Saro                    |
| 23 | PO   | Pasquale Giannotti               |
| 24 | NA   | Augustus Kargbo                  |
| 26 | OB   | Artemijus Tutyskinas             |
| 27 | OB   | Ionut Nedelcearu                 |
| 28 | NA   | Giuseppe Borello (wyp. z Cesena) |
| 29 | PO   | Marco Sala (wyp. z Sassuolo)     |
| 30 | OB   | Nehuén Paz                       |
| 32 | PO   | Vasile Mogos                     |
| 44 | PO   | Thomas Schirò                    |
| 73 | OB   | Giovanni D’Aprile                |
| 97 | NA   | Emmanuel Rivière                 |
| 99 | NA   | Mirko Marić (wyp. z AC Monza)    |